# Harmothoe elisabethae
Harmothoe elisabethae är en ringmaskart som först beskrevs av McIntosh 1900.  I den svenska databasen Dyntaxa används istället namnet Lagisca elisabethae. Enligt Catalogue of Life ingår Harmothoe elisabethae i släktet Harmothoe och familjen Polynoidae, men enligt Dyntaxa är tillhörigheten istället släktet Lagisca och familjen Polynoidae. Arten har ej påträffats i Sverige. Inga underarter finns listade i Catalogue of Life.